# Antonio Fenech
Antonio Fenech souvent appelé familièrement Tonio Fenech est un homme politique maltais, né le 5 mai 1969, et actuellement ministre de l'Économie, des Finances et de l'Investissement (en maltais : Ministru għall-Finanzi, l-Ekonomija u l-Investiment).

## Scolarité
Après avoir été élève à la St. Catherine's High School à Sliema, il suit son enseignement secondaire et supérieur à la faculté de Saint Aloysius à Birkirkara. Diplômé de l'Université de Malte en Management et finances (B.com). Il est aujourd'hui un conseiller financier recherché.

## Carrière politique
Membre du Parti nationaliste, il est élu pour la première fois en mars 1996 comme conseiller municipal de Birkirkara. À la suite des élections générales de 1998, il est élu maire de Birkirkara, poste qu'il occupe jusqu'à son élection à la Chambre des députés en avril 2003. Il est observateur au Parlement européen entre mai 2003 et mars 2004. Le 27 mars 2004, Antonio Fench est nommé secrétaire parlementaire aux finances par le Premier ministre Lawrence Gonzi. Il joue un rôle important sous l'autorité du ministre des finances et est l'un des concepteurs de l'adhésion de Malte à la zone euro.
Le 12 mars 2008, après les élections générales, il est nommé Ministre des finances, de l'économie et de l'investissement. Il est secondé par Jason Azzopardi, secrétaire parlementaire aux revenus et aux territoires.

## Sources
- (en) Cet article est partiellement ou en totalité issu de l’article de Wikipédia en anglais intitulé « Tonio Fenech » (voir la liste des auteurs).